# Резолюция 82 на Съвета за сигурност на ООН
Резолюция 82 на Съвета за сигурност на ООН е приета на 25 юни 1950 по повод нападението, което същия ден войските на Корейската народнодемократична република извършват върху територията на Република Корея.
С Резолюция 82 Съветът за сигурност взема предвид заключението на Общото събрание на ООН, изразена в Резолюция 293 (IV) от 21 октомври 1949 г., а именно, че в Република Корея съществува законно правителство, което осъществява ефективен контрол и юрисдикция над онази част от Корейския полуостров, в която Временната комисия на ООН за Корея е имала възможност да осъществи наблюдение и да проведе консултации и където живее по-голямата част от населението на Корея; че това правителство е образувано въз основа на избори, явяващи се действителен израз на свободната воля на избирателите в тази част на Корея и които са били наблюдавани от Временната комисия на ООН; и че това правителство е единственото такова правителство в Корея.
Освен това Съветът за сигурност припомня безпокойството на Общото събрание, изразено в резолюции 195 (III) и 293 (IV), относно неблагоприятните последствия, които биха могли да настъпят, ако страните – членки на ООН, не се въздържат от действия, които биха се отразили неблагоприятно върху резултатите, които ООН цели да постигне чрез осъществяването на пълната независимост и единство на Корея; и безпокойството, изказано по отношение на това, че описаната в доклада на Комисията за Корея ситуация представлява сериозна заплаха за сигурността и благоденствието на Република Корея и на народа на Корея и може да доведе до открит въоръжен конфликт.
Въз основа на тези факти в най-важната част на Резолюция 82 Съветът за сигурност отбелязва с дълбоко безпокойство въоръженото нападение над Република Корея от войски на Северна Корея и определя, че тези действия представляват нарушение на мира, поради което Съветът за сигурност предлага незабавно прекратяване на военните действие и призовава севернокорейските власти незабавно да оттеглят военните си части на 38 паралел.
Освен това с Резолюция 82 Съветът за сигурност изисква от Комисията на ООН за Корея във възможно най-кратки срокове да представи пред Съвета за сигурност под формата на рекомендации своите изчерпателни заключения за създалото се положение, да наблюдава изтеглянето на севернокорейските войски на 38 паралел и да държи Съвета за сигурност информиран за изпълнението на резолюцията.
В последната част на Резолюция 82 Съветът за сигурност призовава всички страни членки да оказват пълно съдействие на ООН за изпълнението на резолюцията и да се въздържат от оказване на каквато и да е подкрепа за властите на Северна Корея.
Резолюция 82 е приета с мнозинство от 9 гласа „за“, като представителят на Югославия гласува „въздържал се“, а съветският представител не присъства на заседанието.